# Fockeanthus hausmannii
Fockeanthus hausmannii là loài thực vật có hoa trong họ Hoa chuông. Loài này được (Rchb.f.) Wehrh. mô tả khoa học đầu tiên năm 1931.